# تيري دان
تيري دان (بالإنجليزية: Terry Dunn)‏ هو مدرب كرة سلة أمريكي، ولد في 6 مايو 1953.